# Festuca idahoensis
Festuca idahoensis es una especie de poácea conocida por su nombre común festuca de Idaho.  Es nativa del oeste de Norteamérica, donde está muy distribuida y es  común. Aparece en muchos ecosistemas, desde bosques humbrosos a  planicies abiertas esteparias. 

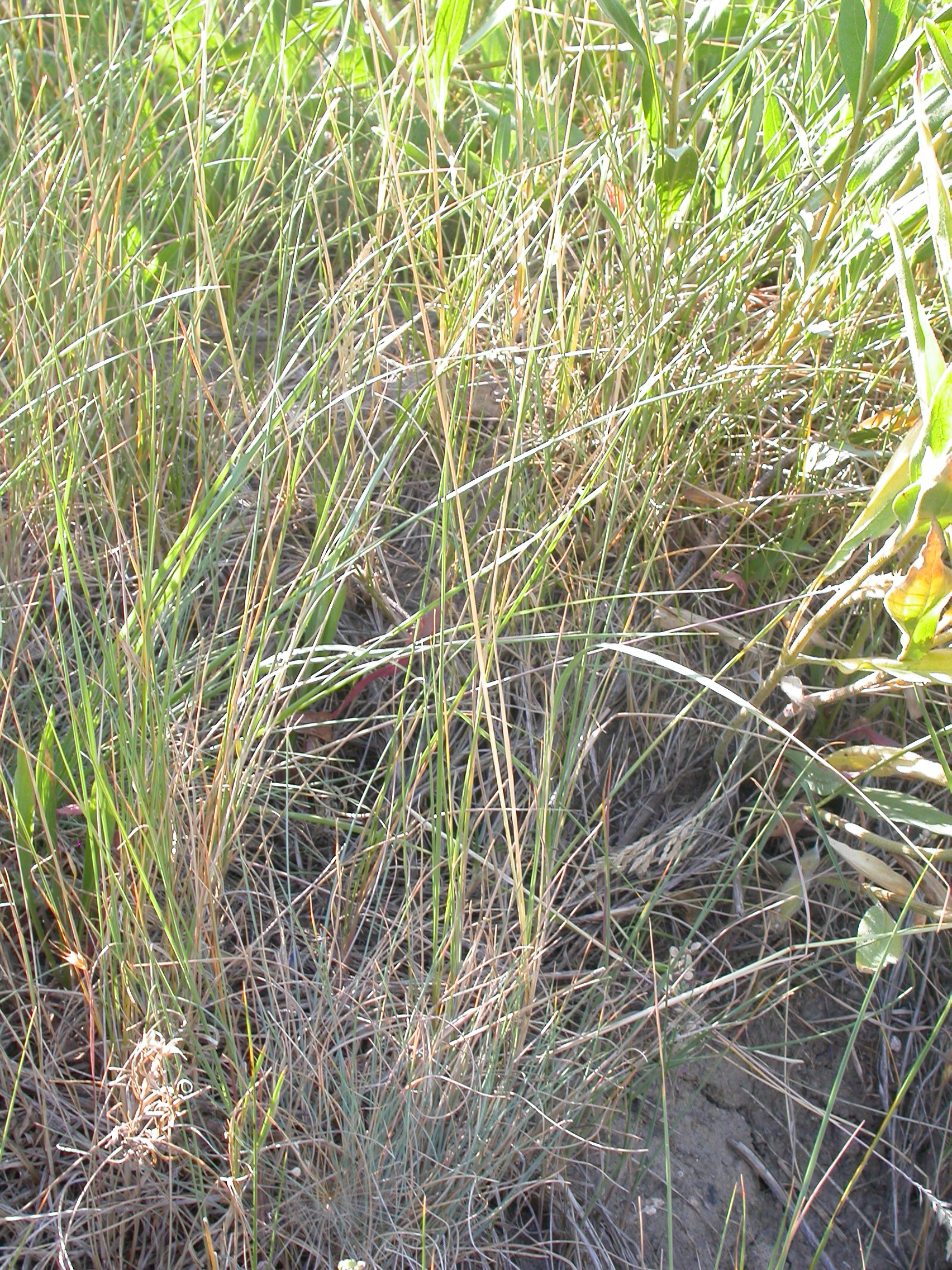
Vista de la planta

## Descripción
Esta festuca es una gramínea perenne densa, con culmos de 3 a 8 dm de altura. Inflorescencia con espículas pilosas produciendo grandes cariopses. El sistema radicular es grueso y penetra profundamente en el suelo; y tienen micorrizas simbióticas. No posee rizomas; se reproduce por semillas y por macollas. Es un forraje nutritivo y bien preferido por ganado silvestre y doméstico.

## Taxonomía
Festuca idahoensis fue descrita por Adolph Daniel Edward Elmer y publicado en Botanical Gazette 36(1): 53. 1903.
Etimología
Festuca: nombre genérico que deriva del latín y significa tallo o brizna de paja, también el nombre de una mala hierba entre la cebada.
idahoensis: epíteto  geográfico que alude a su localización en Idaho.
Sinonimia
- Festuca amethystina subvar. idahoensis (Elmer) St.-Yves
- Festuca amethystina subvar. robusta St.-Yves
- Festuca ingrata (Hack. ex Beal) Rydb.
- Festuca ingrata var. ingrata
- Festuca ingrata var. nudata Vasey ex Rydb.
- Festuca occidentalis var. ingrata (Hack. ex Beal) B.Boivin
- Festuca occidentalis var. oregona (Hack. ex Beal) B. Boivin
- Festuca ovina var. columbiana Beal
- Festuca ovina var. ingrata Hack. ex Beal
- Festuca ovina var. oregona Hack. ex Beal
- Festuca roemeri (Pavlick) E.B.Alexeev[1]